# Pablo Guiñazú
Pablo Horacio Guiñazú, född 26 augusti 1978 i General Cabrera, Córdoba, Argentina, är en argentinsk fotbollsspelare som för närvarande spelar i det brasilianska Série A-laget CR Vasco da Gama. Han spelar också för Argentinas landslag.

## Meriter

### Klubblag
Independiente
- Torneo Apertura: 2002

Libertad
- Paraguayan Primera División: 2006

Internacional
- Campeonato Gaúcho: 2008, 2009, 2011, 2012
- Copa Sudamericana: 2008
- Suruga Bank Cup: 2009
- Copa Libertadores: 2010
- Recopa Sudamericana: 2011